# 马莱斯科
马莱斯科（義大利語：Malesco），是意大利韦尔巴诺-库西亚-奥索拉省的一个市镇。总面积43平方公里，人口1445人，人口密度33.6人/平方公里（2009年）。ISTAT代码为103041。